# Championnat d'Estonie de football 2001
Navigation
Saison précédente Saison suivante
La saison 2001 du Championnat d'Estonie de football était la 11e édition de la première division estonienne à poule unique, la Meistriliiga. Les huit clubs jouent les uns contre les autres au sein d'une poule unique où chaque adversaire rencontre les autres équipes deux fois à domicile et deux fois à l'extérieur.
C'est le FC Flora Tallinn qui termine en tête du championnat. C'est le 5e titre de champion d'Estonie de son histoire.

## Les 8 clubs participants
| - FC Flora Tallinn - FC TVMK Tallinn - FC Kuressaare - FC Lootus Kohtla-Järve | - FC Narva Trans - JK Tulevik Viljandi - FC Levadia Tallinn - FC Maardu - Promu de D2 |

## Compétition

### Classement
Le barème servant à établir le classement se décompose ainsi :
- Victoire : 3 points
- Match nul : 1 point
- Défaite : 0 point

| Rang | Équipe                 | Pts | J  | G  | N | P  | Bp | Bc  | Diff |
| ---- | ---------------------- | --- | -- | -- | - | -- | -- | --- | ---- |
| 1    | FC Flora Tallinn C     | 68  | 28 | 21 | 5 | 2  | 62 | 18  | +44  |
| 2    | FC TVMK Tallinn        | 56  | 28 | 16 | 8 | 4  | 77 | 30  | +47  |
| 3    | FC Levadia Tallinn     | 55  | 28 | 15 | 7 | 5  | 72 | 35  | +37  |
| 4    | Narva Trans            | 51  | 28 | 16 | 3 | 9  | 79 | 35  | +44  |
| 5    | Tulevik Viljandi       | 39  | 28 | 11 | 6 | 11 | 41 | 37  | +4   |
| 6    | FC Maardu P C          | 23  | 28 | 6  | 5 | 17 | 30 | 78  | -48  |
| 7    | FC Lootus Kohtla-Järve | 17  | 28 | 4  | 5 | 19 | 21 | 53  | -32  |
| 8    | FC Kuressaare          | 7   | 28 | 2  | 1 | 25 | 18 | 114 | -96  |

|  | Qualifié pour la Ligue des champions 2002-2003   |
|  | Qualifié pour la Coupe UEFA 2002-2003            |
|  | Qualifié pour la Coupe Intertoto 2002            |
|  | Participation au barrage de promotion-relégation |
|  | Relégation en 2e division                        |

### Matchs

#### Barrage de promotion-relégation
Afin de déterminer le 8e club participant à la Meistriliiga la saison prochaine, le 7e de D1 affronte le 2e de D2 dans un barrage avec matchs aller et retour.

C'est le FC Lootus Kohtla-Järve qui va jouer sa place parmi l'élite face au FC Valga, pensionnaire de deuxième division.
| Équipe 1      | Résultat | Équipe 2                    | Aller | Retour |
| ------------- | -------- | --------------------------- | ----- | ------ |
| FC Valga (D2) | 2 - 2    | FC Lootus Kohtla-Järve (D1) | 2 - 1 | 0 - 1  |

- Le FC Lootus Kohtla-Järve se maintient au bénéfice de la règle des buts marqués à l'extérieur.

## Bilan de la saison
| Tableau d'Honneur                 |                  |
| Compétition                       | Vainqueur        |
| Championnat d'Estonie de football | FC Flora Tallinn |
| Coupe d'Estonie de football       | FC Maardu        |

| Qualifications européennes              |                           |
| Ligue des champions de l'UEFA 2002-2003 | Qualifié                  |
| Tour préliminaire                       | FC Flora Tallinn          |
| Coupe UEFA 2002-2003                    | Qualifiés                 |
| Tour préliminaire                       | FC Maardu FC TVMK Tallinn |
| Coupe Intertoto 2002                    | Qualifié                  |
| Premier tour                            | FC Levadia Tallinn        |

| Promotion et relégation |                 |
| Relégué en Esiliiga     | FC Kuressaare   |
| Promu en Meistriliiga   | JK Vaprus Pärnu |